# La Bien Querida
La Bien Querida, de son vrai nom Ana Fernández-Villaverde, née à Bilbao, en Biscaye, le 6 novembre 1972, est une chanteuse espagnole.

## Biographie
Initialement dédiée à la peinture, elle décide de commencer sa carrière en 2007 dans le monde de la musique sous l'impulsion de Juan Ramón Rodríguez (Jota), leader du groupe musical Los Planetas. En 2007, et soutenu par Horacio Nistal, elle enregistre sa première démo qui sera élue meilleure démo de l'année par le magazine Mondosonoro.
En 2008, elle effectue plusieurs performances soutenues par le groupe Antonio Luque, Sr. Chinarro, et le label Elefant Records avec lequel, en 2009, elle publie son premier album, Romancero, produit par David Rodríguez (leader des groupes Beef et La Estrella de David), qui comprend les sept chansons de la démo et cinq nouvelles. Romancero est élu meilleur album national de 2009 par les magazines Mondosonoro et Rockdelux.
Le 7 mars 2011, la version numérique de son deuxième album, Fiesta, est publiée, accompagnée de la version CD le 22 mars. Il comprend les singles Hoy et Noviembre.
Précédé du single Arenas movedizas, Ceremonia, son troisième album studio, paraît en novembre 2012. Album qui, selon le communiqué de presse de la présentation, sonnerait « plus sombre et électronique se terminant en quelques instants dans une symphonie authentique de bruits infinis, froids et pénétrants. »

## Discographie

### Albums
- Romancero (Elefant Records 2009):

1. Ya no
2. Corpus Christi
3. De momento abril
4. A.D.N.
5. 9.6
6. Cuando lo intentas
7. El zoo absoluto
8. Medidas de seguridad
9. Bendita
10. Santa Fe
11. Los estados generales
12. Golpe de Estado Produit par David Rodríguez. Avec la collaboration de l'Orchestre Arabe de Barcelone et Joe Crepúsculo. Ils ont réalisé les vidéoclips des chansons De momento abril (dirigée par Les Nouveaux Auteurs), 9.6 (dirigée par Luis Cerveró) y Corpus Christi (dirigée par Nadia Mata Portillo).(cr)

- Fiesta (Elefant Records 2011):

1. Noviembre
2. Hoy
3. Queridos tamarindos
4. Sentido común
5. Piensa como yo
6. Cuando el amor se olvida
7. La muralla china
8. Monte de piedad
9. En el hemisferio austral
10. Me quedo por aquí
11. Monumentos en la luna
12. Lunes de Pascua

Produit par David Rodríguez. Ils ont réalisé le vidéoclip de la chanson Hoy (dirigée par Canadá).
- Ceremonia (Elefant Records 2012):

1. Arenas movedizas
2. Luna nueva
3. Hechicera
4. Carnaval
5. A veces ni eso
6. Los picos de Europa
7. Pelea
8. Aurora
9. Más fuerte que tú
10. Mil veces

- Premeditación, nocturnidad y alevosía (Elefant Records 2015):

(CD recompilation des trois Maxi-Singles 12" Premeditación, Nocturnidad y Alevosía):
1. Poderes extraños
2. El origen del mundo
3. Alta tensión
4. Disimulando
5. Ojalá estuvieras muerto
6. Encadenados
7. Carretera secundaria
8. Crepúsculo
9. Música contemporánea
10. Vueltas
11. Geometría existencial
12. Muero de amor

- Premeditación, nocturnidad y alevosía (remixes) (Elefant Records 2016)

1. Muero de amor (Svper remix)
2. Geometría existencial (Los Pilotos & Koaxial remix)
3. Vueltas (Aaron Rux remix)
4. Música contemporánea (Alejandro Martínez-Kinski remix)
5. Crepúsculo (Russian Red & Dj Lloret remix)
6. Carretera secundaria (Tulsa & Betacam remix)
7. Encadenados (Dani Ites remix)
8. Ojalá estuvieras muerto (Yung Beef remix)
9. Disimulando (Joe Crepúsculo remix)
10. Alta tensión (Nacho Canut remix)
11. El origen del mundo (Le Parody remix)
12. Poderes extraños (versión Piroquinética -Triángulo de Amor Bizarro remix)
13. Poderes extraños (versión Crioquinética - Álex Casanova remix)

- Fuego (Elefant Records, 2017)

1. Dinamita
2. 7 días juntos (con Joan Miquel Oliver)
3. Lo veo posible
4. Permanentemente
5. Peor que las demás
6. Recompensarte (con Jota y Muchachito)
7. Si me quieres a mí
8. La pieza que me falta (avec L'Etoile de David)
9. El lado bueno
10. Fuerza mayor
11. Los jardines de marzo

- Brujería (Elefant Records 2019)

1. Intro: Hechizo protector
2. La verdad
3. Te quiero
4. Déjame entrar (avec L'Etoile de David)
5. ¿Qué?  (avec Diego Ibáñez)
6. Miedo
7. Me envenenas
8. Nubes negras
9. Domingo escarlata (avec Jota)
10. Morderte
11. La fuerza (avec Jota)

- Paprika (Sonido Muchacho, 2022)

1. La perra del hortelano
2. Esto que tengo contigo
3. La voz de su amo
4. Átame
5. Datbay
6. Como si nada
7. Juan
8. La cruz de Santiago (avec Santiago Motorizado)
9. Mala hierba
10. No es lo mismo (avec Jota de Los Planetas)
11. En paz

### singlesetEP
- 9.6 (Elefant Records 2009 ER-375 CD-Single).

1. 9.6 (Romancero)
2. 9.6 (Milkyway Dreamy Mix) (remezcla de Guille Milkyway)
3. 9.6 (French Hot Dog) (remix de Hidrogenesse)
4. 9.6 (En casa de Ana) (version de la maquette)
5. 9.6 (vidéo musicale)

- Hoy (Elefant Records 2011, uniquement disponible en format digital).

1. Hoy

- Queridos Tamarindos (Elefant Records 2011 ER-288 Single 7" en vinilo rojo).

1. Queridos Tamarindos
2. No es terrestre
3. Diferente

- Arenas movedizas (Elefant Records 2012, uniquement disponible en format digital).

1. Arenas movedizas

- Premeditación (Elefant Records 2014, Maxi-Single 12")

1. Poderes extraños
2. El origen del mundo
3. Alta tensión
4. Disimulando

- Nocturnidad (Elefant Records 2014, Maxi-Single 12")

1. Ojalá estuvieras muerto
2. Encadenados
3. Carretera secundaria
4. Crepúsculo

- Alevosía (Elefant Records 2015, Maxi-Single 12")

1. Música contemporánea
2. Vueltas
3. Geometría existencial
4. Muero de amor

- 7 Días Juntos / Dinamita (Elefant Records 2017, uniquement disponible en format digital).

1. 7 Días Juntos (con Joan Miquel Oliver)
2. Dinamita

- El Lado Bueno (Elefant Records 2017, uniquement disponible en format digital).

1. El Lado Bueno

- Recompensarte (Elefant Records 2017, uniquement disponible en format digital).

1. Recompensarte (con Los Planetas & Muchachito)

- Recompensarte [Aaron Rux Production] (Elefant Records 2017, v).

1. Recompensarte (remezcla de Aaron Rux)

- ¿Qué? (Elefant Records 2019, uniquement disponible en format digital).

1. ¿Qué?

- La Fuerza (Elefant Records 2019, uniquement disponible en format digital).

1. La Fuerza

- Me Envenenas (Elefant Records 2019, uniquement disponible en format digital).

1. Me Envenenas

- Miedo (Elefant Records 2019, uniquement disponible en format digital).

1. Miedo

- Un gatito (Elefant Records 2020, uniquement disponible en format digital).

1. Un gatito

### Collaborations
La Bien Querida a réalisé à ce jour les collaborations suivantes: 
- Voix du thème Tú hueles mejor de l'album En la cama con Anntona (Gramaciones Grabofónicas, 2009) de Anntona, guitariste de Los Punsetes[5].
- Voix dans No sé cómo te atreves y La veleta du disque de Los Planetas Una ópera egipcia (Octubre / Sony Music Entertainment 2010)[6].
- Voix du thème Ciencias Exactas extrait du single du même nom par Ed Wood Lovers, édité par Elefant Records en 2011.
- En 2015, enregistré avec Los Pilotos Negras estrellas pour le disque Contemplaciones: Homenaje iberoamericano a Jeanette (Plastilina Records, 2015)[7].
- Soleá Morente -  Tendrá que haber un camino (El Volcán Música, 2015) (letra y música en Vampiro, Nochecita Sanjuanera y Todavía, coros en Tonto)[8].
- Tigres Leones - La Catastrofía (Sonido Muchacho, 2015), voz en Marte[9].
- Delafé - La Fuerza Irresistible (Warner Music, 2016) (voix dans Contigo cobra sentido respirar).
- Chœurs dans Espíritu olímpico, single avancé de l'album Zona temporalmente autónoma de Los Planetas (El Ejército Rojo (es), 2017).
- Vitalic - Tú conmigo (Clivage Music, 2017).
- Los Planetas - Hierro y níquel 18 (es) (El Ejército Rojo, 2018), constitue la face B de l’album single, Vivir en paz.
- L'Etoile de David - Valor sentimental (single, Discos Garibaldi, 2019) vocal sur ses deux chansons, Todo está envejeciendo antes de tiempo y Yo quisiera ser un ángel.
- Delafé - Mixtape / Si está bien (single, Warner Music Group, 2019), vocal dans Mixtape[10].
- Cineplexx - Hey (Nacional Records, 2019)
- Bravo Fisher! - Yayito (Musiteca, 2019)
- Soleá Morente - Cosas buenas (letra y música) (Elefant Records, 2019)
- Soleá Morente -  Lo que te falta (Elefant Records, 2020) (composé de Lo que te falta, Olvidarme de ti y Cosas buenas)[11].
- Carlos Sadness - Perreo Bonito (2022)